# Distrikt Bambas
Der Distrikt Bambas liegt in der Provinz Corongo in der Region Ancash in West-Peru. Der Distrikt wurde am 5. Oktober 1940 gegründet. Er besitzt eine Fläche von 154 km². Beim Zensus 2017 wurden 479 Einwohner gezählt. Im Jahr 1993 lag die Einwohnerzahl bei 444, im Jahr 2007 bei 500. Die Distriktverwaltung befindet sich in der 2975 m hoch gelegenen Ortschaft Bambas mit 136 Einwohnern (Stand 2017). Bambas liegt 11 km westsüdwestlich der Provinzhauptstadt Corongo.

## Geographische Lage
Der Distrikt Bambas liegt an der Westflanke der peruanischen Westkordillere im äußersten Westen der Provinz Corongo. Der Río Santa fließt entlang der südlichen Distriktgrenze nach Westen. Dessen rechter Nebenfluss Río Chungay durchquert den Distrikt in südlicher Richtung.
Der Distrikt Bambas grenzt im Süden an den Distrikt Macate (Provinz Santa), im Westen und im Nordwesten an den Distrikt Santa Rosa (Provinz Pallasca), im äußersten Norden an den Distrikt Llapo (ebenfalls in der Provinz Pallasca), im Nordosten an den Distrikt Corongo sowie im Südosten an den Distrikt Yupán.

## Ortschaften
Im Distrikt gibt es neben dem Hauptort folgende kleinere Ortschaften:
- Cobamires
- Huashgo
- La Limaña
- Pillipampa